# Свен Хасель
Свен Хасель (дат. Sven Hazel, также Sven Hassel, псевдоним, настоящее имя Børge Willy Redsted Pedersen; 19 апреля 1917, Nyhuse, Ховедстаден — 21 сентября 2012, Барселона) — датский писатель, автор псевдо-автобиографических романов на основе своего опыта участия во Второй мировой войне.

## Биография
Биография Хассель является спорной. По собственному утверждению, он родился на территории амта Фредериксборг (в датской области Зеландия), от рождения носил имя Свен Педерсен, но позднее принял девичью фамилию своей матери — Хассель. В 14 лет поступил в торговый флот юнгой и работал на корабле. В 1937 году, чтобы избежать Великой депрессии, безработный Хассель переехал в Германию, рассчитывая завербоваться в армию. В интервью 1990 года он сказал:

Германия оказалась ближе, чем Англия, я пошёл в вермахт, в штаб вербовки, но это было не так просто, как я думал. Только немецкие граждане могли служить. После шести месяцев попыток поступить на службу  7-й кавалерийский полк, наконец, принял меня с условием, чтобы я стал натурализованным немцем.
Позднее Хассель служил в танковой дивизии, размещённой в Айзенахе, и в 1939 году был механиком-водителем танка во время вторжения в Польшу.
Через год попытался бежать из вермахта. Затем служил в 11-м и 27-м танковых полках (6-я танковая дивизия) по всем направлениям, за исключением Северной Африки. Был несколько раз ранен. К концу войны он дослужился до звания лейтенанта и получил Железные кресты 1-й и 2-й степени. Сдался советским войскам в Берлине в 1945 году и провёл последующие годы в различных лагерях для военнопленных. Там же начал писать свою первую книгу — «Легион Проклятых».